# ناحیه الطریف
الطریف یک ناحیه تاریخی در درعیه، شمال غرب ریاض است که به عنوان یکی از مهم‌ترین مکان‌های سیاسی و تاریخی عربستان سعودی به‌شمار می‌رود. این ناحیه پایتخت خاندان آل سعود و نخستین پایتخت کشور از سال ۱۷۴۴ تا ۱۸۱۸ بود.

## تاریخ
ناحیه الطریف در سده ۱۵ میلادی با معماری نجدی بنیان‌گذاری شد. این مکان در ۳۱ ژوئیه ۲۰۱۰ به عنوان یک میراث جهانی یونسکو فهرست شد.
کاخ‌های گوناگون در ناحیه در دره و شیوه معماری و تزئین نجدی، یکی از معیارهای یونسکو برای ثبت شدن به عنوان یک میراث جهانی بود. افزون بر این، الطریف نخستین مرکز تاریخی با یک قدرت یکپارچه در شبه‌جزیره عربستان بود. در میانه سده ۱۸ میلادی، درعیه پایتخت یک دولت خودپای عربی بود که به عنوان یک فاز مهم در نشان دادن سکونت انسان در مرکز عربستان به‌شمار می‌رود.
این ناحیه در سال ۱۸۱۸ تاراج شد که منجر شد به جای ریاض رها شود و تا سال ۲۰۰۰ رهاشده باقی ماند. در آن سال، اداره توسعه عدریه مأموریت یافت تا پروژه بازسازی چشمگیر را با هدف تغییر این شهرک، که به عنوان میراث جهانی شناخته شده‌است، انجام دهد.